# Finlands förlagsförening
Finlands förlagsförening (finska: Suomen kustannusyhdistys) är en finländsk förening för bokförlag.
Till Finlands förlagsförening, bildad 1857, var 2010 drygt etthundra förläggare, vilka ger ut såväl finsk- som svenskspråkig litteratur, anslutna. Förlagsföreningen bildade 1983 Finlands bokstiftelse, som delar ut bland annat det årliga Finlandiapriset.